# 錢查馬約河

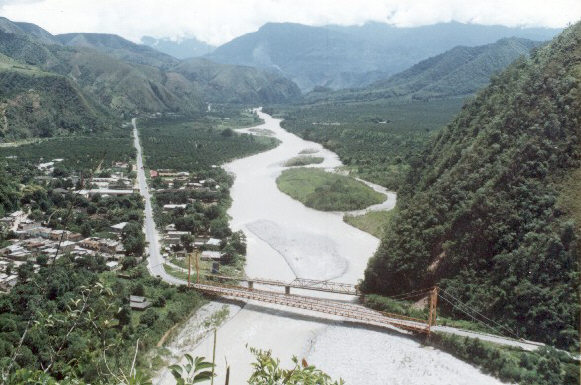
錢查馬約河

錢查馬約河（西班牙語：Río Chanchamayo）是秘魯的河流，位於該國中部胡寧大區，發源自瓦伊塔帕利亞納山脈，流經拉梅爾塞德，該河流最終注入佩雷內河。

## 圖像

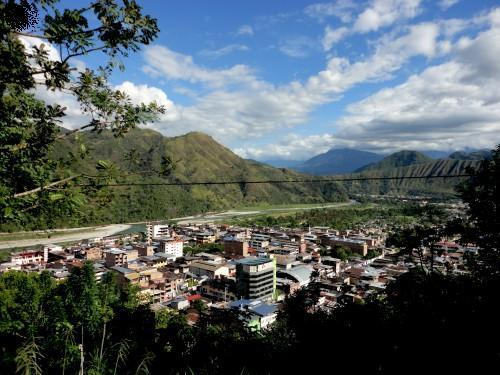
錢查馬約河流經錢查馬約鎮
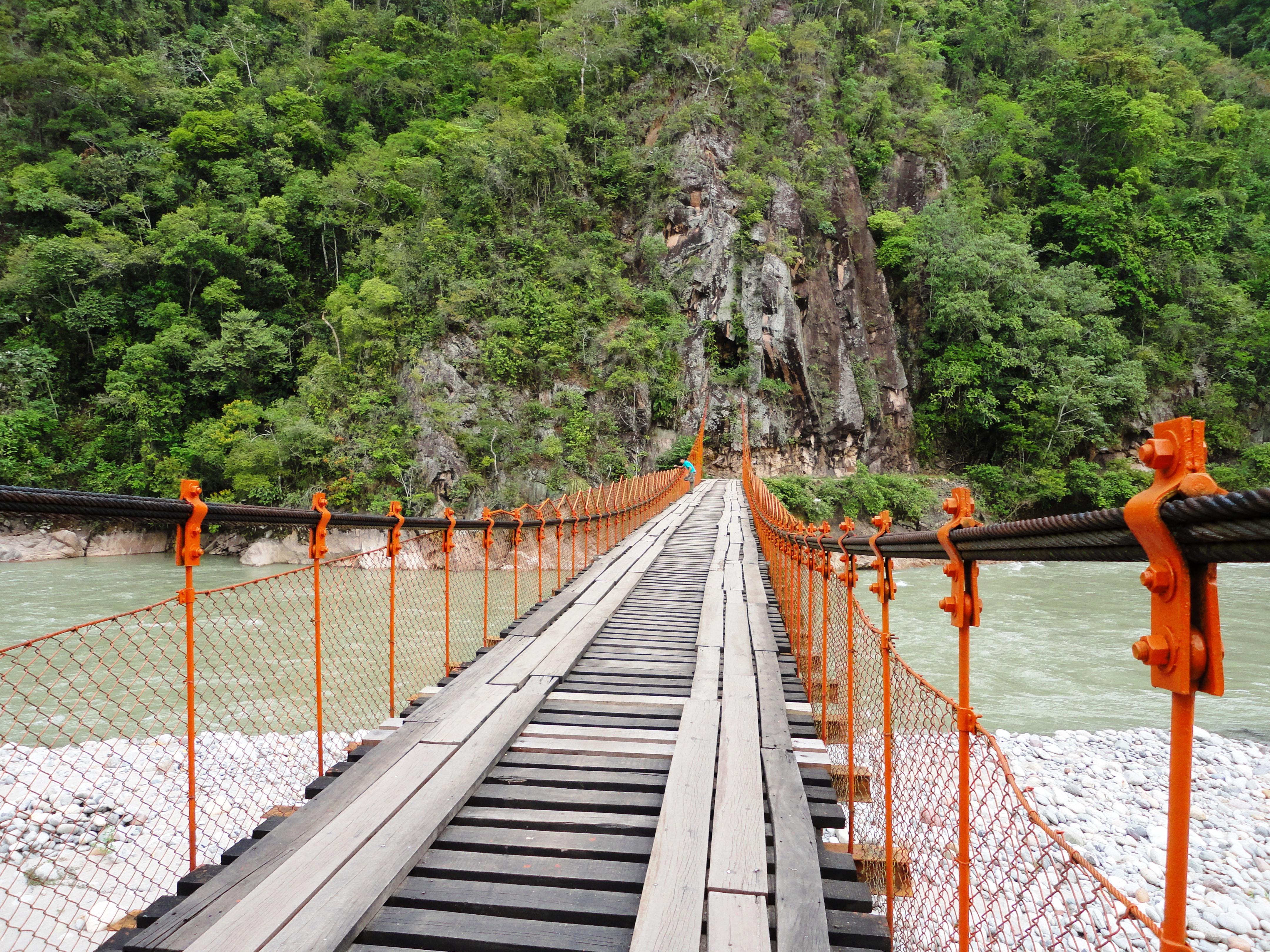
錢查馬約河上的吊橋